# Lotophila bicolor
Lotophila bicolor är en tvåvingeart som beskrevs av Allen L.Norrbom och Marshall 1988. Lotophila bicolor ingår i släktet Lotophila och familjen hoppflugor.
Artens utbredningsområde är Nepal. Inga underarter finns listade i Catalogue of Life.